# Julie Kirkbride
Julie Kirkbride, née le 5 juin 1960 à Halifax dans le Yorkshire de l'Ouest en Angleterre, est une femme politique britannique, membre du Parti conservateur.
Elle est députée pour Bromsgrove de 1997 à 2010.
Elle est l'épouse d'Andrew MacKay.